# Ур (Рязанская область)
Ур — деревня в Путятинском районе Рязанской области. Входит в Большеекатериновское сельское поселение

## География
Находится в северо-восточной части Рязанской области на расстоянии приблизительно 23 км на юго-восток по прямой от районного центра села Путятино на правобережье речки Тырница.

## История
На карте 1850 года была показана как Ивановское. В 1862 году здесь (тогда деревня Шацкого уезда Тамбовской губернии) было учтено 48 дворов.

## Население
Численность населения: 426 человек (1859 год), 8 в 2002 году (русские 100 %), 6 в 2010.